# Liga Azadegan
La Liga Azadegan (en persa: ليگ آزادگان‎) es la segunda liga de fútbol más importante de Irán solo detrás de la Iran Pro League.

## Historia
Fue creada en el año 1991 como la Primera División de Irán, categoría que mantuvo hasta en 2001 cuando nació la Iran Pro League. La liga da dos plazas para ascender a la Iran Pro League, mientras que los dos peores equipos de la temporada descienden a la Segunda División de Irán.

## Equipos 2018/19
| Equipo                | Ciudad            | Estadio                  | Capacidad |
| --------------------- | ----------------- | ------------------------ | --------- |
| Aluminium Arak        | Arak              | Imam Khomeini            | 15,000    |
| Baadraan Tehran       | Tehran            | Kargaran                 | 5,000     |
| Fajr Sepasi           | Shiraz            | Hafezieh                 | 15,000    |
| Gol Gohar             | Sirjan            | Gol Gohar Sport Complex  | 3,200     |
| Karun Arvand          | Khorramshahr      | Estadio Khorramshahr     | 15,000    |
| Khooneh be Khooneh    | Babol             | Haft-e Tir               | 6,000     |
| Malavan               | Bandar-e Anzali   | Takhti Anzali            | 8,000     |
| Mes Kerman            | Kerman            | Shahid Bahonar           | 15,430    |
| Mes Rafsanjan         | Rafsanjan         | Shohadaye Noushabad      | 5,000     |
| Navad Urmia           | Urmia             | Shahid Bakeri            | 15,000    |
| Oxin Alborz           | Karaj             | Enghelab                 | 15,000    |
| Qashqai               | Shiraz            | Hafezieh                 | 15,000    |
| Shahin Shahrdari      | Bushehr           | Estadio Shahid Beheshti  | 15,000    |
| Shahrdari Mahshahr    | Bandar-e Mahshahr | Shohada Mahshahr         | 3,000     |
| Shahrdari Tabriz      | Tabriz            | Sahand                   | 66,833    |
| Sorkhpooshan Pakdasht | Pakdasht          | Estadio Shahid Dastgerdi | 5,000     |

## Ediciones anteriores

### Como Primera División (1991–2001)
- 1991–92: PAS Tehran
- 1992–93: PAS Tehran
- 1993–94: Saipa
- 1994–95: Saipa
- 1995–96: Persepolis
- 1996–97: Persepolis
- 1997–98: Esteghlal
- 1998–99: Persepolis
- 1999–00: Persepolis
- 2000–01: Esteghlal

### Como Segunda División (desde 2001)
- 2001–02: Esteghlal Ahvaz
- 2002–03: Shemushack Noshahr
- 2003–04: Saba Battery
- 2004–05: Shahid Ghandi Yazd
- 2005–06: Mes Kerman
- 2006–07: Shirin Faraz
- 2007–08: Payam Mashhad
- 2008–09: Steel Azin (A) y Tractor Sazi (B)
- 2009–10: Shahrdari Tabriz (A) y Naft Tehran (B)
- 2010–11: Damash Gilan[1]
- 2011–12: Paykan
- 2012–13: Esteghlal Khuzestan
- 2013–14: Padideh
- 2014-15: Foolad Khuzestan "B"
- 2015-16: Paykan
- 2016-17: Pars Jonoubi Jam
- 2017-18: Naft Masjed Soleyman

## Goleadores

### Como Segunda División
| Temporada | Nombre              | Club          | Goles |
| --------- | ------------------- | ------------- | ----- |
| 2005–06   | Hossein Abdi        | Sanaye Arak   | 14    |
| 2006–07   | Farhad Kheirkhah    | Sorkhpooshan  | 11    |
| 2007–08   | Mohammad Parvin     | Steel Azin    | 15    |
| 2008–09   | Abbas Porkhosravani | Gol Gohar     | 17    |
| 2009–10   | Ali Karimi          | Sha. Tabriz   | 17    |
| 2010–11   | Afshin Chavoshi     | Damash Gilan  | 13    |
| 2010–11   | Mostafa Shojaei     | Foolad Natanz | 13    |
| 2010–11   | Moslem Firoozabadi  | Gol Gohar     | 13    |
| 2011–12   | Bahman Tahmasebi    | Aluminum      | 13    |
| 2012–13   | Mohammad Abbaszadeh | Nassaji       | 17    |
| 2013–14   | Mehdi Taromi        | Gol Gohar     | 12    |